# Bezrobocie klasyczne
Bezrobocie klasyczne – rodzaj bezrobocia pojawiający się wtedy, kiedy płaca jest utrzymywana powyżej poziomu, przy którym krzywe podaży pracy i popytu na pracę się przecinają.
Wynika więc z niedostatecznie elastycznego mechanizmu cenowego rynku pracy lub ze sztucznego utrzymywania płacy powyżej poziomu równowagi.